# 링크 (기구)
링크(영어: link)는 기계에 전달된 동력을 여러 모양의 얼개에 의해서 운동부분으로 전달되어서 필요한 일을 하는데, 이 동력을 운반하는 요소이다. 링크는 〔표〕에 나타낸 것같이 각종 형태가 있다.
축과 같은 강성고체링크는 잡아당김·압축·굽힘·비틀림 등 모든 형태의 동력을 전할 수 있다. 이와는 달리 벨트나 로프와 같은 흔들림성이 있는 고체링크는 잡아당김에 의해 동력을 전한다. 또 기름이나 물·증기와 같은 유체에 의한 링크에서는, 미는 쪽으로밖에 동력을 전할 수가 없다. 체인은 강성인 고체링크를 여러 개 굴곡자재로 연결한 것으로서, 전체로서는 잡아당김에 의해서만 동력을 전한다. 또 전자기를 사용하면 눈에 보이는 물체에 의존치 않고서 동력을 전달할 수가 있지만, 이것은 좁은 뜻의 기계적 링크로서는 취급하지 않는다.

## 운동의 형태와 기구
| 종류        | 예                     | 작용하는 힘                          |
| ----------- | ---------------------- | ------------------------------------ |
| 강성 고체   | 봉(俸)·들보 축         | 잡아당김·압축·구부림·비틀림·잡아당김 |
| 굽힘성 고체 | 벨트·로프·체인         | 잡아당김·압축·구부림·비틀림·잡아당김 |
| 유체        | 물·기름·공기·증기·가스 | 압축                                 |
| 공간        | 전자기                 | 전자력                               |

기구의 운동은 회전운동·직선운동 혹은 그들의 결합으로써 이뤄지며, 각점의 운동이 하나의 평면에 평행이 되는 평면 내에서 행해지는 평면운동이 많은데, 구면운동·나사운동 따위와 같은 입체운동도 있으며, 그것들 사이에 운동의 형태를 변환하여야만 할 필요성이 있는 경우도 있는가 하면, 속도를 증감시킨다든지 등속운동·부등속운동·간헐운동의 간격을 바꿀 필요도 생긴다. 그러기 위해서 각양각색의 얼개가 여러 가지의 경우에 알맞게 쓰이고 있다.

## 같이 보기
- 4절 링크